# Ravioli (Fernsehserie)
Ravioli ist eine deutsche Kinder- und Jugendfernsehserie, die in Koproduktion zwischen der UFA, dem ZDF und der Imagion AG hergestellt wurde. Regie führte Franz Josef Gottlieb. Die Idee zur Serie lieferte Justus Pfaue.

## Handlung
Jarl-Kulle Düwel gewinnt eines Tages in einem Preisausschreiben einen Urlaubsaufenthalt für zwei Personen an der Ostsee. Nach einigen Überlegungen beschließt er, diesen Gewinn seinen Eltern zu spendieren, damit sie sich vom Alltagsstress erholen. Der Hotelaufenthalt ist mit einem Wellness-Urlaub verbunden – ideal für Beate und Walter Düwel, der Konzertmeister an der Berliner Oper ist, dem Trubel einmal zu entfliehen.
Beauftragt mit der Aufsicht auf die jüngeren Geschwister wird die fast achtzehnjährige Heide. Außerdem soll Oma Düwel gelegentlich nach dem Wohl der Kinder sehen. Um die Versorgung sicherzustellen, hinterlassen die Eltern ihren Kindern Wirtschaftsgeld für drei Wochen.
Doch die Kinder entwickeln einen anderen Plan: Sie entschließen sich dazu, nur noch Ravioli zu essen und von dem so ersparten Geld schöne Dinge zu kaufen, die sie sich immer schon gewünscht haben. Da die gesamte Familie Ravioli liebt, scheint dies den Kindern im Vorfeld kein Problem zu werden.
So bekommt Jarl-Kulle, der sich selbst als angehenden Bestseller-Autor sieht, beispielsweise eine Schreibmaschine, während Branka sich eine komplette Rollhockey-Ausrüstung zulegt und fortan fleißig trainiert.
Ein paar Tage geht das Ravioli-Experiment gut, doch dann geht den Kindern der eintönige Speiseplan bereits auf die Nerven. Da sie fast das ganze Geld ausgegeben haben, müssen sie sich etwas einfallen lassen. So veranstalten sie z. B. eine „Mitbringparty“. Besonders der pfiffige Pepe, das Nesthäkchen der Familie, zeigt großen Einfallsreichtum und freundet sich schnell mit dem Wurstbudenbesitzer in der Straße an.
Währenddessen bändelt Jarl-Kulle mit einem Mädchen nach dem anderen an, in der Hoffnung, sie würde für ihn und seine Geschwister kochen. Alsbald handelt er sich den Spitznamen „Ravioli-Casanova“ ein.
Das Leben ohne die Eltern erweist sich mit zunehmender Dauer als schwierig; immer wieder bricht Chaos aus, und Unfälle, wie die überlaufende Geschirrspülmaschine oder ein explodierender Dampfkochtopf, zwingen sie schließlich sogar zur Teilrenovierung der Wohnung. Doch für solche Fälle steht glücklicherweise immer der devote Freund der ältesten Schwester Heide – Max-Leo – zur Seite. Ebenso hilfreich erweist sich Frau Nettelbeck, die Nachbarin der Düwels.
Den Urlaub verbringen die Eltern etwas anders als geplant: Walter Düwel denkt nicht daran, an den Strand zu gehen oder gar Sport zu treiben. Auf Kriegsfuß steht er mit Frau Dr. Klotz und dem Zimmermädchen Lorchen, die sich über seine ständigen Eskapaden, besonders aber über seinen  Zigarettenkonsum brüskieren.
Während seine Frau fleißig Sport treibt, arbeitet Düwel an einer neuen Sinfonie. Wie sich bald herausstellt, nicht ohne Erfolg.
Running-Gags der Serie waren die Garderobe, die permanent zusammenbrach, Pepes Verbarrikadierung im Badezimmer und die Tatsache, dass Heide immer wieder Ravioli auf ihre (meist kurz zuvor gewaschenen) Haare bekam. Die sehr unterschiedlichen und zum Teil ungewöhnlichen Vornamen der vier Kinder werden damit erklärt, dass die Eltern sich bei der Namenswahl jeweils an dem Land orientierten, in dem sie zuletzt Urlaub gemacht hatten.

## Episoden
| Folge | Titel              | Erstausstrahlung |
| ----- | ------------------ | ---------------- |
| 1     | Der Gewinn         | 28. Februar 1984 |
| 2     | Ein Zauberwort     | 6. März 1984     |
| 3     | Hochwasser         | 13. März 1984    |
| 4     | Süßsauer           | 20. März 1984    |
| 5     | Party im Eimer     | 27. März 1984    |
| 6     | Trinkgeld für Pepe | 3. April 1984    |
| 7     | Auf und davon      | 10. April 1984   |
| 8     | Heimweh            | 17. April 1984   |
| 9     | Die zweite Oma     | 24. April 1984   |
| 10    | Solo für Pepe      | 8. Mai 1984      |
| 11    | Hühnchen für alle  | 15. Mai 1984     |
| 12    | Total verrückt     | 22. Mai 1984     |
| 13    | Die neue Welt      | 29. Mai 1984     |

## DVD
Die Serie ist im Mai 2008 auf DVD erschienen.